# Обчугский сельсовет
Обчугский сельсовет (бел. Абчугскі сельсавет) — упразднённая административная единица на территории Крупского района Минской области Белоруссии.

## История
Образован 24 июня 1924 года в составе Черейского района Борисовского округа Белорусской ССР. В 1954 году сельсовету переданы все населённые пункты Смородинского сельского совета Крупского района. В 1977 году в состав сельсовета включена часть населённых пунктов Бобрского сельсовета. Согласно решению Минского областного Совета Депутатов от 28 мая 2013 Обчугский сельский совет упразднён, населённые пункты переданы в Октябрьский сельсовет.

## Состав
Обчугский сельсовет включал 26 населённых пунктов:
- Бобрик — деревня.
- Деньгубка — деревня.
- Журавы — деревня.
- Заборье — деревня.
- Киевец — деревня.
- Кирова — посёлок.
- Клубыничи — деревня.
- Колыбаново — деревня.
- Косеничи — деревня.
- Красновинка — деревня.
- Кутовец — деревня.
- Логи — деревня.
- Ломское — деревня.
- Лутище — деревня.
- Обчуга — деревня.
- Октябрь — деревня (до 1918 г. Ламское).
- Осечено — деревня.
- Островки — деревня.
- Прудины (Прудинская слобода) — деревня.
- Слобода — деревня.
- Смородинка — деревня.
- Хватынка — деревня.
- Шарнево — деревня.
- Шарнево — посёлок.
- Шарпиловка — деревня.
- Шкорневка — деревня.